# パラフィン系エンジンオイル
炭化水素で構成される石油は、その炭素と水素の分子の配列により、パラフィン（paraffins）、オレフィン（olefins）、ナフテン（シクロパラフィン naphthenes）、アロマティック （芳香族 aromatics）に分類される。（石油のPONA・ポナと呼ばれる。）
それぞれ油中の割合をパラフィン%CP、ナフテン%CN、アロマティック%CAで表す。オレフィン分は精製された後にできるもので、原油中には殆ど見られない。
これらの分類は炭化水素の立体構造によっている。同じ組成式であっても立体構造が異なると分子運動の自由度が異なるため、粘度の温度特性が異なる。エンジンオイルでは幅広い温度でなるべく粘度が変わらないこと、すなわち粘度指数が高いことを要求されるため、パラフィン系のオイルが重用されてきた。
一般的に潤滑油に使用されているのがパラフィン系の炭化水素からなる油で、エンジンオイルもパラフィン系（アルカン）であり、その分子結合は鎖状である。パラフィン系油の代表的な化学分子式はCnH2n＋2であり、飽和鎖状化合物になる。その中でも分子結合が直鎖状のものをノルマル・パラフィン、側鎖を持つものをイソパラフィンという。油中の割合が％CPが50以上をパラフィン系，％CNが30〜45をナフテン系と分類している。
世界的にはかつてアメリカペンシルベニア州から採掘されるパラフィン基原油から精製したベースオイルが高粘度指数（VI 温度が上がることによる粘度低下のなり難さ））が高く、ペンシルベニア産エンジンオイルが高品質の証であったと見なされてきた。
しかし現代では高圧下で水素を添加し、触媒を用いた高度な水素化分解精製技術（異性化分解・ハイドロクラッキングVHVI:Very High Viscosity Index、VHDC:Very Balanced Hydrocrackedなどで超精製油とも呼ばれる。）の発達により、原油の産地に関係なく高粘度指数のベースオイル（基油＝基材原料となる主たる油）が生産できるようになった。これらはAPIのカテゴリーでグループIII（VI120以上・飽和分90%以上・硫黄分0.03以下）にあたる。
一般的な溶剤精製はグループI（VI80〜119以下・飽和分90%以下・硫黄分0.03以上）になり、軽度な水素化処理精製油はグループII（VI80〜119以上・飽和分90%以上・硫黄分0.03以下）になる。米国での判決により、原料が鉱物油であるグループIIIも化学合成油として販売されるようになっている。パラフィン系潤滑油・エンジンオイルとは特別なオイルではなく、一般的に使用される潤滑油の殆どがパラフィン系（パラフィンリッチ＝パラフィン組成の割合が多い油）であり、ナフテン系（環状の組成の割合が多い油  分子式CnH2n）のエンジンオイルは存在しない。
日本での流通供給量を見れば、パラフィン系ベースオイルは多くの元売り系製油所が精製しているのに対し、ナフテン系ベースオイルの製造元はユニオン石油工業（山口県岩国市）、谷口石油（三重県四日市市）、三共油化工業（千葉県市川市）のわずか3社でしかない。実際には圧倒的にパラフィン系潤滑油の方が多く使用されている。「パラフィン系はナフテン系オイルよりもアスファルトや硫黄などの不純物が少ない」という記述も多いが、現代においては不純物の残存量、飽和分は原油の種類よりも精製プロセスが大きく影響する。ナフテン系油の使用例は油性インキや加工プロセス油、トランスの絶縁油などで、潤滑油としてはレシプロ型コンプレッサー（圧縮機）のシリンダー油としてや、旧冷媒（R-12)を用いたエアコン・冷凍機油、工業用ギヤ油の一部、パラフィン系基油と混合されフラッシング油に、特殊な例としてはトロイダル式無段変速機のトラクション油に合成ナフテン油が使用されるなど、限定された用途になる。
第二次世界大戦当時、高粘度指数のペンシルベニアオイルを入手できる米軍は航空機戦で有利である一方、ドイツでは良質な潤滑油が不足していた。このため、ドイツではアジピン酸系の化学合成オイルが製造されていた。
戦後にこれが発達して、特に高粘度指数が要求されるジェットエンジンに化学合成油が使われるようになった。（ジェットエンジンにはジエステル ＜米軍規格 MIL-L-7808・民間規格 TYPE I＞や、ポリオールエステル＜MIL-L-23699・TYPE II＞が採用されている。）なお、自動車用MIL規格は補充充填した場合の相溶性・トラブルの有無を確認した程度で、さほどの高品質を保障したものではない。（MIL-46152はAPI規格でSE/CC、MIL-L-2104CはSC/CD程度。）
化学合成油には大別して直鎖炭化水素からなるポリオール系とエステル基を持つエステル系がある。ポリオール系は高粘度指数であり安定性がすぐれる。一方エステル基は極性を持ち基材に吸着する性質のために潤滑性能が高いが加水分解されやすい欠点がある。現在ではレースなどの特殊な用途を除くと、両方の成分を混合したエンジンオイルが販売されている。
「日本で精製されるオイルは中東（中近東）産のナフテン系原油を用いているために低品質であるにの対して、北米産のオイルはパラフィン系原油から精製される故に高品質...」という認識がある。しかし、アメリカ製のオイルでも、ペンシルベニアのパラフィン基原油から精製されたベースオイルが粘度指数が100であり、西側のガルフコーストのナフテン基原油から精製されたベースオイルはナフテン系で粘度指数が0である。（主な日本に輸入されるパラフィン系原油はインドネシアのミナス原油で、ナフテン系の原油はオーストラリア産（ワンドゥー原油）が主流で、インドネシアやベネズエラからも少量輸入されている。もっとも輸入量が多い代表的なアラビアンライトやカフジなどの中東産の原油は中間・混合基原油になり、良質のパラフィン系ベースが精製できる。）
総合的に見て、化学合成油（シンセティックオイル）は鉱物油（ミネラルオイル）より品質（粘度指数、低蒸発性、耐熱性、酸化安定性、低温流動性、飽和性など）が高い。ノルマルパラフィン＝ワックス・蝋分は低温で凝固しやすく流動点が高いので脱ロウ工程にて析出する。パラフィン系ギヤオイルの非ニュートン流体特性として、回転軸に対して絡み付くデモンストレーションが見られるが、この性質は添加剤（粘着性付与剤 シューリンザイラー Seilacher GmbH、アフトンケミカル Afton Chemical Corporation製）によるものである。
鉱物油は旧車のオイルシールやパッキンを膨化させることでオイル漏れを防ぐ性質がある。また鉱物油使用を前提としてクリアランスが大きな軸受けでは厚い油膜によりショックの緩和作用がある。
また摩擦係数のみ見ればPAOより低い鉱物油もある。ただし、省エネルギー性を重視した0W-20のような低粘度オイルでは鉱物油のみでHTHS粘度を満足させるのは困難なため、通常は化学合成油が混和されている（自動車メーカー純正などで低粘度な鉱物油の設定がないわけではない）。一方、20W-50のような高粘度マルチグレードや、#30、40のような高粘度シングルグレードは鉱物油が主である。